# Finale du Grand Prix ISU 2014-2015
Navigation
Édition précédente Édition suivante
La finale du Grand Prix ISU est la dernière épreuve qui conclut chaque année le Grand Prix international de patinage artistique organisé par l'International Skating Union. Elle accueille des patineurs amateurs de niveau senior dans quatre catégories: simple messieurs, simple dames, couple artistique et danse sur glace.
Pour la saison 2014/2015, la finale est organisée du 11 au 14 décembre 2014 au Centre de Convencions Internacional de Barcelone en Espagne. Il s'agit de la 20e finale depuis la création du Grand Prix ISU en 1995.

## Qualifications
Seuls les patineurs qui atteignent l'âge de 14 ans au 1er juillet 2014 peuvent participer aux épreuves du Grand Prix ISU 2014/2015. Les épreuves de qualifications sont successivement :
- le Skate America du 24 au 26 octobre 2014  à Hoffman Estates près de Chicago
- le Skate Canada du 31 octobre au 2 novembre 2014 à Kelowna
- la Coupe de Chine du 7 au 9 novembre 2014 à Shanghai
- la Coupe de Russie du 14 au 16 novembre 2014 à Moscou
- le Trophée de France du 21 au 23 novembre 2014 à Bordeaux
- le Trophée NHK du 28 au 30 novembre 2014 à Osaka

Les patineurs participent à un ou deux grands-prix. Les six patineurs qui ont obtenu le plus de points sont qualifiés pour la finale et les trois patineurs suivants sont remplaçants.
|             | Messieurs        | Dames                    | Couples                             | Danse sur glace                         |
| ----------- | ---------------- | ------------------------ | ----------------------------------- | --------------------------------------- |
| 1           | Maksim Kovtun    | Elena Radionova          | Ksenia Stolbova / Fedor Klimov      | Madison Chock / Evan Bates              |
| 2           | Javier Fernández | Elizaveta Tuktamysheva   | Meagan Duhamel / Eric Radford       | Kaitlyn Weaver / Andrew Poje            |
| 3           | Tatsuki Machida  | Anna Pogorilaya          | Yuko Kavaguti / Alexandre Smirnov   | Gabriella Papadakis / Guillaume Cizeron |
| 4           | Takahito Mura    | Gracie Gold (Forfait)    | Peng Cheng / Zhang Hao              | Maia Shibutani / Alex Shibutani         |
| 5           | Sergey Voronov   | Ioulia Lipnitskaïa       | Sui Wenjing / Han Cong              | Piper Gilles / Paul Poirier             |
| 6           | Yuzuru Hanyu     | Ashley Wagner            | Yu Xiaoyu / Jin Yang                | Elena Ilinykh / Ruslan Zhiganshin       |
| Remplaçants |                  |                          |                                     |                                         |
| 1er         | Jason Brown      | Rika Hongo (Remplaçante) | Evgenia Tarasova / Vladimir Morozov | Ksenia Monko / Kirill Khaliavin         |
| 2e          | Denis Ten        | Satoko Miyahara          | Haven Denney / Brandon Frazier      | Madison Hubbell / Zachary Donohue       |
| 3e          | Nam Nguyen       | Kanako Murakami          | Wang Xuehan / Wang Lei              | Penny Coomes / Nicholas Buckland        |

L'américaine Gracie Gold déclare forfait en raison d'une blessure au pied. Elle est remplacée par la japonaise Rika Hongo.

## Résultats

### Messieurs

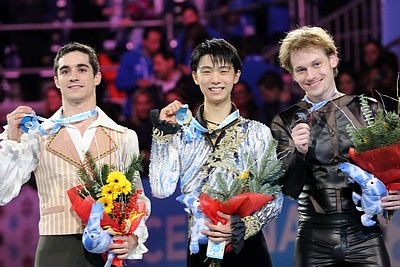
Podium des Messieurs

| Rang | Nom              | Pays    | Points | Programme court | Programme court | Programme libre | Programme libre |
| ---- | ---------------- | ------- | ------ | --------------- | --------------- | --------------- | --------------- |
| 1    | Yuzuru Hanyu     | Japon   | 288.16 | 1               | 94.08           | 1               | 194.08          |
| 2    | Javier Fernández | Espagne | 253.90 | 5               | 79.18           | 2               | 174.72          |
| 3    | Sergey Voronov   | Russie  | 244.53 | 4               | 84.48           | 3               | 160.05          |
| 4    | Maksim Kovtun    | Russie  | 242.27 | 3               | 87.02           | 5               | 155.25          |
| 5    | Takahito Mura    | Japon   | 235.37 | 6               | 78.35           | 4               | 157.02          |
| 6    | Tatsuki Machida  | Japon   | 216.13 | 2               | 87.82           | 6               | 128.31          |

### Dames

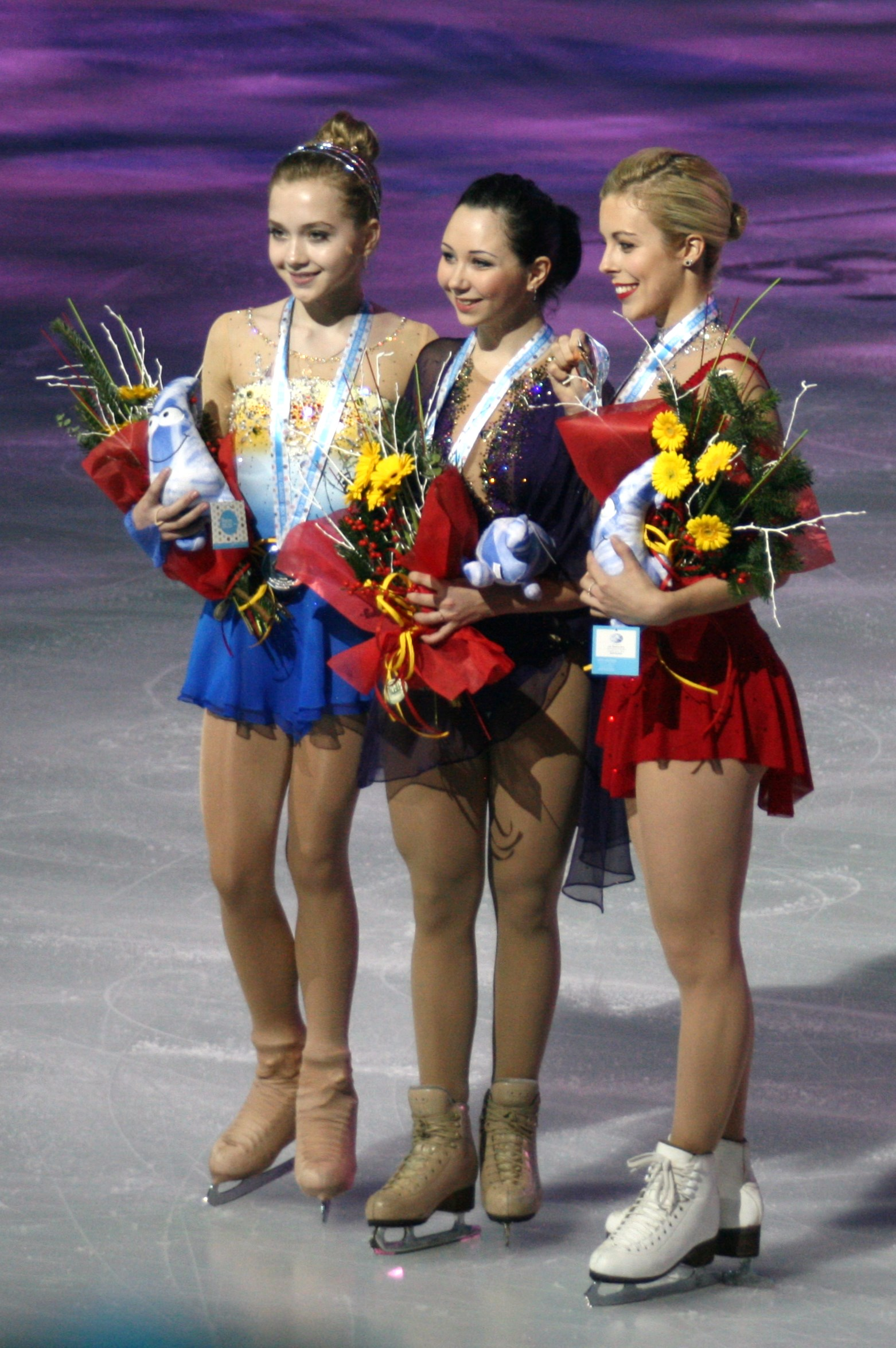
Podium des Dames

| Rang | Nom                    | Pays       | Points | Programme court | Programme court | Programme libre | Programme libre |
| ---- | ---------------------- | ---------- | ------ | --------------- | --------------- | --------------- | --------------- |
| 1    | Elizaveta Tuktamysheva | Russie     | 203.58 | 1               | 67.52           | 1               | 136.06          |
| 2    | Elena Radionova        | Russie     | 198.74 | 3               | 63.89           | 2               | 134.85          |
| 3    | Ashley Wagner          | États-Unis | 189.50 | 6               | 60.24           | 3               | 129.26          |
| 4    | Anna Pogorilaya        | Russie     | 180.29 | 4               | 61.34           | 4               | 118.95          |
| 5    | Ioulia Lipnitskaïa     | Russie     | 177.79 | 2               | 66.24           | 6               | 111.55          |
| 6    | Rika Hongo             | Japon      | 176.13 | 5               | 61.10           | 5               | 115.03          |

### Couples
| Rang | Nom                               | Pays   | Points | Programme court | Programme court | Programme libre | Programme libre |
| ---- | --------------------------------- | ------ | ------ | --------------- | --------------- | --------------- | --------------- |
| 1    | Meagan Duhamel / Eric Radford     | Canada | 220.72 | 1               | 74.50           | 1               | 146.22          |
| 2    | Ksenia Stolbova / Fedor Klimov    | Russie | 213.72 | 2               | 72.33           | 2               | 141.39          |
| 3    | Sui Wenjing / Han Cong            | Chine  | 194.31 | 3               | 66.66           | 5               | 127.65          |
| 4    | Peng Cheng / Zhang Hao            | Chine  | 191.79 | 5               | 62.46           | 3               | 129.33          |
| 5    | Yu Xiaoyu / Jin Yang              | Chine  | 187.79 | 4               | 62.71           | 6               | 125.08          |
| 6    | Yuko Kavaguti / Alexandre Smirnov | Russie | 184.54 | 6               | 55.97           | 4               | 128.57          |

### Danse sur glace
| Rang | Nom                                     | Pays       | Points | Danse courte | Danse courte | Danse libre | Danse libre |
| ---- | --------------------------------------- | ---------- | ------ | ------------ | ------------ | ----------- | ----------- |
| 1    | Kaitlyn Weaver / Andrew Poje            | Canada     | 181.14 | 1            | 71.34        | 1           | 109.80      |
| 2    | Madison Chock / Evan Bates              | États-Unis | 167.09 | 2            | 65.06        | 2           | 102.03      |
| 3    | Gabriella Papadakis / Guillaume Cizeron | France     | 162.39 | 5            | 61.48        | 3           | 100.91      |
| 4    | Maia Shibutani / Alex Shibutani         | États-Unis | 158.94 | 3            | 63.90        | 6           | 95.04       |
| 5    | Piper Gilles / Paul Poirier             | Canada     | 158.16 | 4            | 62.49        | 5           | 95.67       |
| 6    | Elena Ilinykh / Ruslan Zhiganshin       | Russie     | 156.46 | 6            | 60.25        | 4           | 96.21       |

## Source
- (en) Résultats de la finale 2014/2015 du Grand Prix ISU sur le site de l'ISU
- Patinage Magazine N°141 (Janvier/Février 2015)